# Бреннан, Джон Мильтон
Джон Мильтон Бреннан (John Milton Brannan) (1 июля 1819 — 16 декабря 1892) — американский военный, участник мексиканской войны, генерал армии Союза во время гражданской войны в США. Командовал дивизией в сражении при Чикамоге.

## Ранние годы
Бреннан родился в Вашингтоне и служил посыльным при Палате представителей, через которую добился рекомендации в военную Академию Вест-Пойнт. Его кандидатуру выдвинул Рэтлифф Бун, представитель от Индианы, и еще 114 конгрессменов поддержали её. Бреннан поступил в Вест-Пойнт в 1837 и учился на одном курсе с Рейнольдсом, Бьюэллом и Лайоном. Он окончил академию 23-м из 52 кадетов выпуска 1841 года и был определён временным вторым лейтенантом в 1-й артиллерийский полк.
Он служил в Платтсберге, штат Нью-Йорк, и уже в 1842 году получил постоянное звание второго лейтенанта регулярной армии. Он принял участие в Мексиканской войне. 3 марта 1847 года получил звание первого лейтенанта. Участвовал в осаде Веракруса, в сражении при Серро-Гордо, при Контрерас и Чурубуско. В последнем сражении, когда капитан Смит первым ворвался в монастырь Чурубуско со знаменем 3-го пехотного полка, Бреннан и Труман Сеймур следовали сразу за ним.
20 августа 1847 года получил временное звание капитана за Контрерас и Чурубуско. Во время сражения при Чапультепеке участвовал в штурме ворот Белен, где был тяжело ранен.
После войны служил в различных гарнизонах, 4 ноября 1854 года получил звание капитана.

## Гражданская война
28 сентября 1861 года Бреннану было присвоено звание бригадного генерала добровольческой армии. С января по март 1862 года командовал департаментом Кей-Уэст. 5 — 17 сентября руководил экспедицией на реку Сен-Джон (во Флориде), которая привела к сражению у Джексонвилла 25 сентября. За это сражение Бреннан получил звание подполковника регулярной армии.
Весной 1863 года Бреннан был отправлен на Запад, в Камберлендскую армию генерала Роузкранса, где стал командовать дивизией. Эта дивизия числилась в XIV корпусе Джорджа Томаса и состояла из трех бригад:
- Бригада Джона Конелла
- Бригада Джона Крокстона[англ.]
- Бригада Фердинанда Ван Дервеера

1 августа 1863 года получил звание майора регулярной армии.
Он участвовал в нескольких столкновениях, предшествовавших Чикамоге и в самом Чикамогском сражении. В этом сражении дивизия Бреннана сделала первые выстрелы по противнику утром 19 сентября, а затем была перемещена на правый фланг, где заняла позицию между дивизиями Рейнольдса и Вуда. Бригада Ван Дервеера стояла в резерве, но генерал Джордж Томас вскоре приказал отправить её на помощь левому флангу. Вскоре пришел запрос на еще одну бригаду. Бреннан предупредил Рейнольдса, что его бригады вынуждены уйти и открыть правый фланг дивизии Рейнольдса. Рейнольдс через вестового сообщил Роузкрансу, что Бреннан уходит. Роузкранс велел дивизии Вуда сместиться влево по линии. Однако, по неизвестной причине, Бреннан остался на своем месте, и это не позволило Вуду точно выполнить приказ, поэтому он вывел свои бригады из линии и направил их к дивизии Рейнольдса в обход дивизии Бреннана. Как раз в это время началась атака Лонгстрита. Две бригады Бреннана попали под удар и были практически уничтожены. Роузкранс в рапорте писал:

Правый фланг Бреннана был отброшен, а две его батареи были атакованы во фланг во время смены позиции и обратились в бегство через ряды двух бригад Ван Клеве, в тот момент идущие на левый фланг, расстроили их ряды, и порядок в бригадах не удалось навести до самого Россвилля.
Оригинальный текст (англ.)– The right of Brannan was thrown back, and two of his batteries, then in movement to a new position, were taken in flank and thrown back through two brigades of Van Cleve, then on the march to the left, throwing his division into confusion from which it never recovered until it reached Rossville. 
— Рапорт Роузкранса
В этом бою Бреннан потерял 38 % своих людей, однако был награждён временным званием полковника регулярной армии за храбрость. Однако впоследствии, когда генерал Грант принял командование армией, Бреннан был переведен в артиллерию и занимался реорганизацией артиллерии Камберлендской армии. Он участвовал в обороне Чаттануги, в штурме Миссионерского хребта, впоследствии — в Битве за Атланту, в частности, в сражениях при Ресаке и у горы Кеннесо. Участвовал в осаде и взятии Атланты.
В январе 1865 получил временное звание генерал-майора добровольческой армии, в марте — временное звание бригадного генерала регулярной армии (за Атланту) и временное звание генерал-майора регулярной армии.

## Послевоенная деятельность
Когда закончилась гражданская война, Бреннан уволился из рядов добровольческой армии и вернулся в регулярную армию, где стал майором 1-го артиллерийского полка. Он служил в форте Трамбалл (Коннектикут), фоте Уодсворт (Нью-Йорк) и в Огденсберге, где противодействовал феннианским набегам на Канаду. В 1877 году Бреннан находился в Филадельфии, где подавлял железнодорожные бунты. В том же 1877 году он перевелся в 4-й артиллерийский поле. 19 апреля 1882 года Бреннан покинул службу в звании полковника и поселился в Нью-Йорке.
Он умер в Нью-Йорке и был похоронен на кладбище Вудленд. Впоследствии перезахоронен на кладбище Вест-Пойнта.
Батарея Бреннана в форте Уорден названа в его честь.